# 布兹龙
布兹龙（法語：Bouzeron，法語發音：[buzʁɔ̃]）是法国索恩-卢瓦尔省的一个市镇，属于索恩河畔沙隆区。

## 地理
布兹龙（46°53'23"N, 4°43'35"E）面积3.7 平方千米，位于法国勃艮第-弗朗什-孔泰大區索恩-卢瓦尔省，该省份为法国中部省份，北起顺时针与科多尔省、汝拉省、安省、罗讷省、卢瓦尔省、阿列省和涅夫勒省接壤。
与布兹龙接壤的市镇（或旧市镇、城区）包括：沙尼、沙塞勒康、吕利。

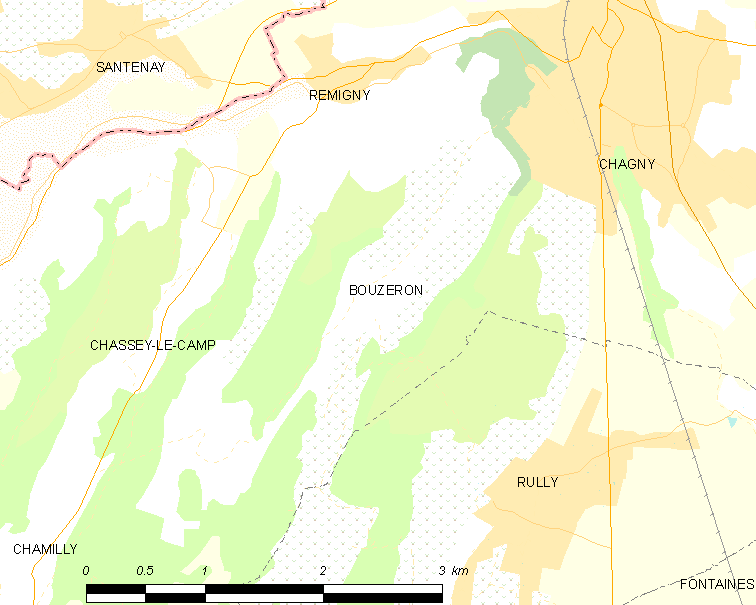
布兹龙的OSM定位图

布兹龙的时区为UTC+01:00、UTC+02:00（夏令时）。

## 行政
布兹龙的邮政编码为71150，INSEE市镇编码为71051。

## 政治
布兹龙所属的省级选区为沙尼县。

## 人口

1962-2008年间布兹龙人口变化图示

布兹龙于2022年1月1日时的人口数量为134人。